# Bassie en Adriaan (stripreeks)
Bassie en Adriaan is een Nederlandse vedettestrip gebaseerd op de Nederlandse personages Bassie en Adriaan.

## Inhoud
De verhalen zijn gebaseerd op de televisieseries van Bassie en Adriaan waaronder Het geheim van de sleutel en De diamant. De strips bevatten wel enkele veranderingen in de verhaallijnen.
Bassie en Adriaan krijgen er een vriend bij genaamd Kobus, een sprekende papegaai. 

## Geschiedenis
De stripverhalen werden geschreven door Aad van Toor die zelf Adriaan speelt in het duo. Het is de eerste strip getekend door Frans Verschoor. Er verschenen 3 albums.
Er was ook een vierde deel Het geheim van de schatkaart aangekondigd welke nooit is uitgebracht. Het verhaal verscheen later wel als hoorspel en als televisieserie Het geheim van de schatkaart.
Tekenaar Verschoor werkte ook nog van 1997 tot 2000 mee aan het Bassie en Adriaan Magazine.

## Albums
| Nr. | Titel                     | Uitgavejaar |
| --- | ------------------------- | ----------- |
| 1   | Het geheim van de sleutel | 1983        |
| 2   | De ontvoering             | 1983        |
| 3   | De diamant                | 1985        |